# Dieter Boyer

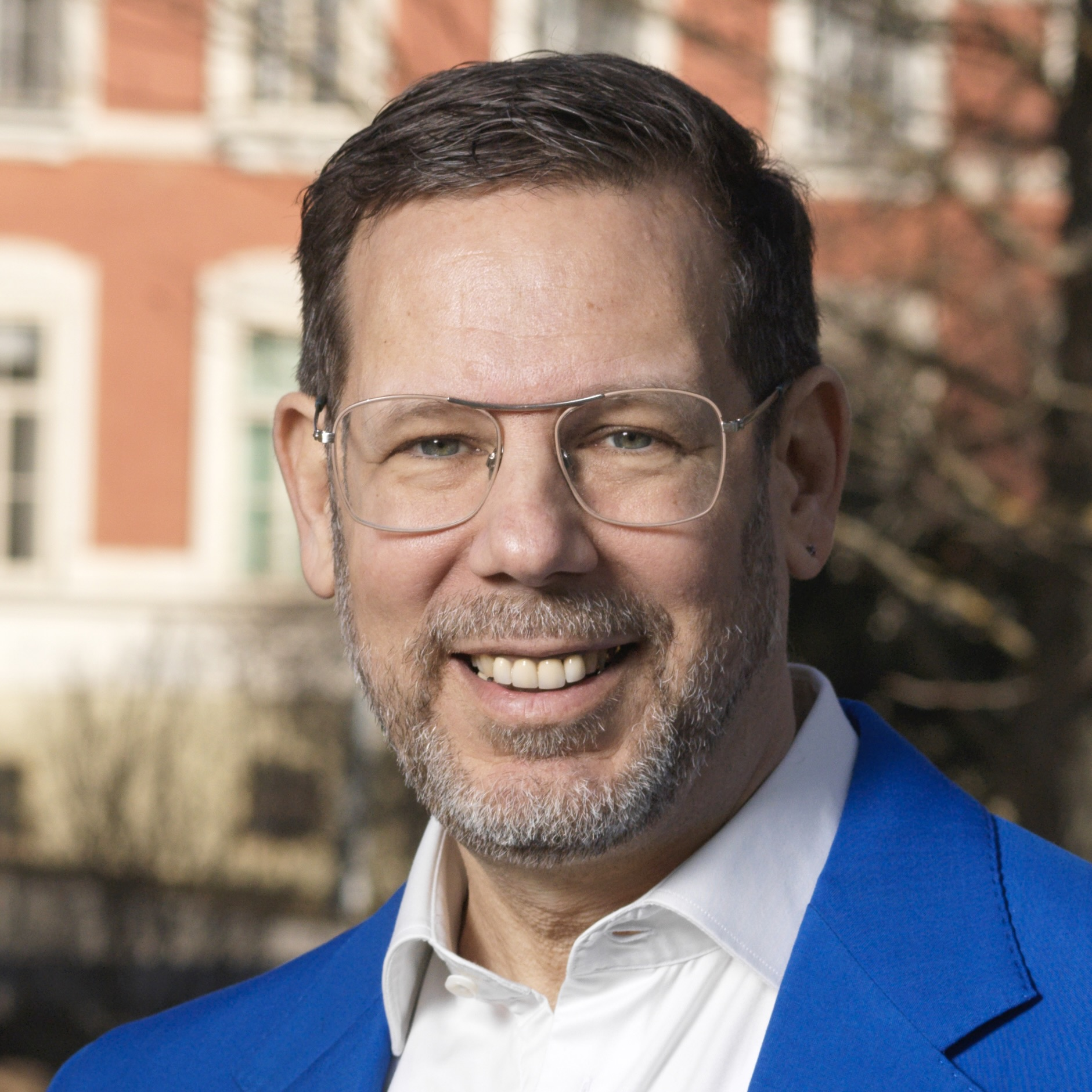
Dieter Boyer (2025)

Dieter Boyer (* 1969 in Graz) ist ein österreichischer Theaterregisseur. Aktuell ist er Vizerektor für Organisationsentwicklung an der Musik und Kunst Privatuniversität der Stadt Wien.

## Leben und Wirken
Boyer begann seine künstlerische Laufbahn in der freien Theaterszene seiner Heimatstadt Graz, wo er auch die Theatergruppe Theater im Bahnhof mit aufbaute. Nach Studien der Germanistik und Medien an der Universität Graz und der Escuela Superior de Arte Dramático de Castilla y León in Valladolid, absolvierte er neben seiner künstlerischen Tätigkeit Studien im Fach Interkulturelle Kompetenzen an der Donau-Universität Krems und Kulturmanagement an der Universität für Musik und darstellende Kunst Wien. Ein kurzer Studienaufenthalt führte ihn zudem an die Tisch School of the Arts der New York University.
Boyer wirkte zunächst als Regieassistent an der Schaubühne Berlin und am Burgtheater Wien. Dort assistierte er unter anderem Claus Peymann und Martin Kušej. In den darauffolgenden Jahren brachte er an verschiedenen deutschsprachigen Bühnen beachtete Inszenierungen heraus. Vor allem seine Inszenierungen von Gegenwartsdramatik fanden große Beachtung. So inszenierte er zahlreiche Uraufführungen und Auftragswerke wie z. B. Illusionen von Iwan Wyrypajev und Radikale von Ulrike Syha. Als künstlerischer Leiter und Kurator gestaltete er Festivals für Forum Stadtpark, Theater Chemnitz und das Janus-EU-Projekt.
Von 2013 bis 2018 war Boyer Referent im politischen Büro des Wiener Kultur- und Wissenschaftsstadtrates, der Aufgabenbereich beinhaltete alle Angelegenheiten der Stadt Wien im Bereich Theater, Oper, Tanz und Performance, Musik und Literatur. Seit 2018 leitete er den Bereich Außenbeziehungen, Development und Qualitätssicherung an der Musik und Kunst Privatuniversität der Stadt Wien, seit Oktober 2024 wirkt er ebenda als Vizerektor für Organisationsentwicklung.

### Lehrtätigkeiten
Boyer unterrichtete von 2002 bis 2010 regelmäßig für die UniT Dramatiker-Werkstätten an der Universität Graz. Seit 2014 ist er Dozent an der Universität für Musik und Darstellende Kunst Wien im Universitätslehrgang „Kulturmanagement“, seit 2019 unterrichtet er auch an der Musik und Kunst Privatuniversität Wien.

### Mitgliedschaften und Verbandstätigkeiten
Boyer war Aufsichtsratsmitglied des Theater in der Josefstadt, der Vereinigten Bühnen Wien, der Wiener Symphoniker und der Wiener Festwochen, Stiftungsbeiratsmitglied des Volkstheater Wien sowie Vorstandsmitglied der Wiener Kammeroper.
Seit 2021 ist er Vorsitzender der Vereinigung sozialdemokratischer Künstler*innen und Kulturschaffender im Bund Sozialdemokratischer AkademikerInnen, Intellektueller und KünstlerInnen (BSA) und Mitglied des Bundesvorstandes des BSA. 2023 wurde er zum Vizepräsidenten des BSA gewählt.

## Inszenierungen (Auswahl)
- Der Lärmkrieg von Kathrin Röggla. Auftragswerk, Uraufführung, 2013 am Schauspiel Leipzig[20]
- Ödipus, Tyrann nach Hölderlin von Heiner Müller, Theater Chemnitz[21]
- Radikale von Ulrike Syha. Auftragswerk, Uraufführung 2008, Theater Chemnitz[7]
- Illusionen von Iwan Wyrypajev. Auftragswerk, Uraufführung 2011, Theater Chemnitz[6]
- Wolken.Heim von Elfriede Jelinek. Theater Chemnitz[22]
- faust hat hunger und verschluckt sich an einer grete von Ewald Palmetshofer. Deutsche Erstaufführung. Nationaltheater Mannheim[23]
- Fracht (Nautisches Denken I-IV) von Ulrike Syha. Auftragswerk, Uraufführung 2010 am Theater Chemnitz[24]
- Sauschneidn von Ewald Palmetshofer/Dieter Boyer. Uraufführung, TAL Graz[25]
- Privatleben von Ulrike Syha. Auftragswerk, Uraufführung am Theater Chemnitz[26]
- In Bahnen von Natascha Gangl. Uraufführung, TAL Graz[27]
- Torquato Tasso von Johann Wolfgang von Goethe. Staatstheater Mainz, 2008[28]
- Crash von Sera Moore Williams.Staatstheater Mainz[29]
- The Sky von Andrei Kureichik. Schauspielhaus Graz
- totalgespenst. topfit / bei null von Kathrin Röggla. Salzburger Festspiele
- Wir die Barbaren. Eröffnung der Salzburger Festspiele 2005 (Collage) Felsenreitschule; Musik Sir Ivor Bolton und das Mozarteumorchester Salzburg und Bert Wrede
- Sieben Türen von Botho Strauss. Schauspielhaus Graz[30]
- Ambrosia von Roland Schimmelpfennig. Salzburger Festspiele
- Wäre ich ein Bild [1, 2, 3 verschwinden!] von Jörg Albrecht. Staatstheater Mainz
- Der Parasit von Friedrich Schiller. Staatstheater Mainz[31]
- Lauschangriff von Christiane Kalss, Natascha Gangl, Jörg Albrecht. Uraufführung, TAL Graz
- Parasiten von Marius von Mayenburg. Österreichische Erstaufführung 2001, Burgtheater Wien[32]
- Durstige Vögel von Kristo Sagor. Altonaer Theater Hamburg[33]
- Milan oder stille Tage im Kaffee von Johannes Schrettle. Uraufführung, conTner Graz
- My Name is Peggy von Marc Becker. Österreichische Erstaufführung. Schauspielhaus Graz
- Magic Wolfi Matinee anlässlich des Todes von Wolfgang Bauer. Schauspielhaus Graz
- Kick n´ Rush von Andri Beyeler. Staatstheater Mainz[34]
- Jessica 30 von Marlene Streeruwitz. Uraufführung, Schauspielhaus Graz[35]

### Festivaleinladungen
- 34. Mülheimer Theatertage NRW – Stücke ´09 – mit Privatleben von Ulrike Syha, 2009[36]

- Radikale von Ulrike Syha, Autorentheatertage am Deutschen Theater Berlin, 2012[37]
- Crash von Sera More Williams zu den Festspielen Ludwigshafen und zur Hessischen Kinder- und Jugendtheaterwoche, 2008[38]

### Internationale Arbeiten
- seit 2004: Mitarbeit im internationalen Autoren und Theaterarbeiternetzwerk the fence. Teilnahme an zahlreichen Festivals u. a. als Referent (Amsterdam, Tampere, New York, Trabzon)[39]
- 2004: Dramaturgische Mitarbeit, Full Circle von Charles L. Mee. Abe Burrows Theatre, 721 Broadway NYC
- 2006: Dear Dad von Milena Bogavac. US-amerikanische Erstaufführung, Festival HotInk in New York, New York University
- 2007: Superheros von Ewald Palmetshofer. Übersetzung Neil Fleming, Festival HotInk in New York, Shop-Theater, Broadway 721[40]

## Kurator/Leitung
- 2001–2009: künstlerische Leitung Retzhofer Dramapreis
- Kurator im Programmforum des Forum Stadtpark Graz (2005 bis 2007)
- 2007: Festivalleitung und Kurator des Festivals Gold – Armut war gestern multidisziplinäres, internationales Festival (Forum Stadtpark Graz)[41]
- 2010: Kurator und Leiter des internationalen Theaterfestival Festivals Chemnitz – Schönste Blume des Ostens![42]
- 2005/2006: Leiter des EU-Projektes Janus für den österreichischen Projektpartner UniT (Universität Graz). Internationales Dramatikerprojekt in Zusammenarbeit mit: The Finnish Theatre Information Centre; West Yorkshire Playhouse, Leeds, UK; writernet, UK; Theater Instituut Nederland